# Episodi di Intelligence - Servizi & segreti
La prima e unica stagione della serie televisiva Intelligence - Servizi & segreti è stata trasmessa in prima visione in Italia da Canale 5 dal 21 settembre al 23 ottobre 2009.
| nº | Titolo                   | Prima TV Italia   |
| -- | ------------------------ | ----------------- |
| 1  | Chi era veramente Lidia? | 21 settembre 2009 |
| 2  | Il complotto di Bucarest | 28 settembre 2009 |
| 3  | Il mistero del virus     | 5 ottobre 2009    |
| 4  | Il ricatto               | 12 ottobre 2009   |
| 5  | Un'azione inattesa       | 19 ottobre 2009   |
| 6  | La fine dei giochi       | 23 ottobre 2009   |

## Chi era veramente Lidia?
- Diretto da:
- Scritto da:

### Trama
Marco Tancredi è un ex capitano dei Col Moschin che si è ritirato in seguito al completo annientamento della sua unità durante una missione in Yemen.
Una sera la moglie Lidia, conosciuta durante delle sedute psicologiche, tornando da un viaggio con l'amica Giada, esce di casa per una strana commissione, e si reca al supermercato. Lì incappa in una rapina e la guardia giurata di turno uccide sia lei che il rapinatore. Marco arriva sul luogo troppo tardi per evitare che la donna venga assassinata.
Marco decide poi di indagare sui segreti che nascondeva sua moglie, e quindi decide di farsi aiutare da Giada, la migliore amica di Lidia. Lidia era in realtà un'operatrice dei servizi segreti militari agli ordini di Carlo Fulgeri, enigmatico uomo ed ex Colonnello di Marco, e stava indagando sulla possibile esistenza di una talpa all'interno delle agenzie segrete. Giada era quindi una sua collega.
Successivamente, Tancredi chiede aiuto all'unico commilitone rimasto vivo dopo la sparatoria nello Yemen. Ma il suo ex compagno di squadra rimane ucciso per mano di un sicario dell'organizzazione criminale che aveva aspettato il suo defunto complice che usciva dal supermercato e aveva ucciso anche la guardia giurata nonché suo complice.
In seguito, dopo che il tirapiedi e il suo capo inseguono Marco e Giada, il killer viene assassinato da un uomo a volto coperto.
Lidia era una persona scomoda per i criminali, i quali erano aiutati da qualcuno del mondo spionistico. Il capo dell'associazione a delinquere intanto rapisce la stessa Giada, e sfida Tancredi, venuto lì per liberare la donna dal suo rapitore. Allora il terrorista viene ucciso da Marco, gettandolo nell'impalcatura di un cantiere.
Marco entra nel Dipartimento Anti Terrorismo, per cui Lidia lavorava, e conosce i colleghi della defunta coniuge, e subito si scontra con Antonio Mosca, commilitone che malvede le sue indagini, e con Massimo Carlisi, anziano agente operativo che sembra in un primo momento essere lui uno dei membri dell'organizzazione terroristica responsabile dell'omicidio, ma che si offre egli stesso di aiutare Marco a stroncare il complotto.
- Ascolti Italia: telespettatori 6 940 000 – share 27,01%[1]

## Il complotto di Bucarest
- Diretto da:
- Scritto da:

### Trama
Il Dipartimento Antiterrorismo sta indagando su un'ex poliziotta, Oxana, che continua a uccidere o avvelenare gli ufficiali delle squadre antiterrorismo russe (le Specnaz), in quanto ritenuti responsabili della morte di sua figlia e altri bambini suoi coetanei, assassinati da alcuni terroristi a volto coperto mentre si trovavano su uno scuolabus.
Marco si reca intanto a Bucarest, dove due agenti segreti russi, travestiti da poliziotti, lo arrestano, ma proprio quando le due spie stanno per portarlo via, incrociano Giada, incaricata dal Colonnello Fulgeri di controllare la situazione. La donna picchia una delle due spie e la scaraventa dalla tromba delle scale mentre Marco, nonostante le mani legate, riesce a tramortire l'altro agente.
Poi Marco scopre che uno scrittore sa qualcosa su Lidia e il complotto che l'ha vista protagonista. Ma lo scrittore, ex militare che ordinò ai suoi commilitoni di non piegarsi ai terroristi, sviene appena Marco lo costringe a parlare. Marco e Giada entrano nell'autoambulanza che trasporta d'urgenza lo scrittore in ospedale, e rimangono in sala d'attesa.
Quando l'uomo si sveglia dal coma, i due agenti segreti gli chiedono alcuni dettagli sull'indagine di Lidia, scoprendo alcune informazioni in più. Tancredi lo ringrazia e se ne va, scoprendo tramite i suoi commilitoni che Oxana l'ha avvelenato dopo aver fatto sesso con lui, provocandogli un malore.
Intanto la poliziotta si reca in uno strip club, covo della mafia russa, e la squadra di Marco la segue col furgone. Ma lei sta quasi scappando, dopo aver infilzato con un tacco appuntito il capo della cosca, che voleva ucciderla dopo aver scoperto che per i crimini della donna la sua banda potrebbe essere nei guai.
Un informatore russo che lavora per i servizi segreti italiani, intanto, viene fatto inserire in incognito tra i mafiosi, venendo suo malgrado scoperto. Ma proprio mentre la famiglia malavitosa russa che gestisce il bordello sta per uccidere l'agente sotto copertura, il Dipartimento italiano interviene.
Marco resta fuori e ferma Oxana puntandole una pistola, mentre i suoi commilitoni irrompono nel covo dell'organizzazione criminale, scatenando una sparatoria in cui tutti gli uomini del capoclan muoiono. Dopo lo scontro a fuoco, gli operatori trovano il cadavere del boss mafioso.
Ora Oxana cerca aiuto da una giovane cameriera, con la quale intreccia una relazione omosessuale, ma presto anche la cameriera verrà raggirata e gli abiti da inserviente verranno recuperati e indossati da Oxana, che ora intende avvelenare un magnate russo, sua moglie e sua figlia.
Ma appena prima che quelle persone possano iniziare a mangiare il cibo avvelenato, interviene Marco che picchia a sangue il complice della fuorilegge. Poi Oxana cerca di fermare con le armi il pranzo avvelenato, in quanto convinta da Marco a non diventare l'assassina di una piccola bambina, ma una guardia del corpo le spara.
La donna muore mentre ricorda l'uccisione della figlia per mano di una banda terroristica, e viene ucciso anche il suo complice, spinto giù dall'albergo.
- Ascolti Italia: telespettatori 6 656 000 – share 27,44%[2]

## Il mistero del virus
- Diretto da:
- Scritto da:

### Trama
La squadra manda Marco in ospedale sotto il falso nome di "Dottor Rossetti" per neutralizzare un pericoloso terrorista, Hashmi, che si camuffa fingendo di essere un medico di rilievo del Policlinico. Dalla sede operativa i suoi compagni lo seguono tramite degli occhiali con videocamera incorporata.
Appena il medico si assenta, Marco si reca di soppiatto nel suo ufficio per controllare ogni singolo angolo per trovare prove. Ma quando Hashmi sta per scoprirlo, Antonio interviene distraendo il dottore e facendo scappare Tancredi dalla camera.
Hashmi, dunque, riceve una telefonata dal Pakistan e l'interprete assoldato dal D.A.T. (Dipartimento Anti Terrorismo) dice che si tratta di un appuntamento che il terrorista si è dato con un suo complice.
Marco e Giada iniziano ad avere confidenza con la moglie di Hashmi. Giada aiuta la donna fingendosi la coniuge di Tancredi e picchiando Antonio Mosca, che l'avrebbe derubata apposta per incastrare il medico.
Michela, compagno di Antonio, nonché sua collega, chiama Marco e gli chiede di raggiungerla al campo delle prostitute. Ma proprio al campo, mentre stanno parlando con lo staff medico ivi giunto, Tancredi nota il suo ricercato, un giovane sicario al servizio dei terroristi arabi, e inizia a rincorrerlo, buttandosi sull'auto in corsa guidata dal malvivente, che urta contro altre automobili nel parcheggio sotterraneo, e che viene poi freddato da Michela, che salva Marco sparando al terrorista.
Poi, a casa di Hashmi, la copertura di Tancredi e la sua collega Giada sembra quasi venire scoperta, in quanto il medico fa domande imbarazzanti all'agente segreto, finché Giada non distrae i due uomini facendo colare apposta del caffè sul tavolo.
Presto la moglie e la figlia del dottor Hashmi vengono rapite da Bassan, un terrorista islamico responsabile della morte dei commilitoni di Tancredi nello Yemen, e dai suoi uomini. Hashmi viene anch'esso rapito da Bassan e dai suoi scagnozzi quando vuole mandare a monte l'affare quasi concluso.
La squadra è appostata fuori dal bar e non riesce a inseguire i rapitori, in quanto intervengono due agenti americani della CIA, che dicono di essere intervenuti, poiché sono sulle tracce dei terroristi, che fuggono indisturbati insieme all'ostaggio.
Successivamente la moglie dell'ostaggio si sente male e mentre Hashmi cerca di intervenire per salvarla, viene ucciso da alcuni spari. Poi i criminali ammazzano pure la moglie.
Però in seguito l'unità speciale per cui lavora Tancredi fa irruzione nel covo degli estremisti uccidendoli tutti in una rocambolesca sparatoria.
Intanto Marco insegue il capo della banda di delinquenti, che appena giunge sul terrazzo in cima all'edificio, si suicida, poiché Marco lo vuole eliminare "con le sue mani" dopo aver scoperto che il mandante della strage dei suoi soldati nello Yemen era proprio lui, Bassan.
- Ascolti Italia: telespettatori 6 106 000 – share 25,33%[3]

## Il ricatto
- Diretto da:
- Scritto da: Filippo Kalomenidis

### Trama
La squadra, e in particolare Brain, sta indagando su un ex marò, ora mercenario, di nome Sergio Masi, accusato di vendere armi ai Talebani e della strage di alcuni soldati italiani alla base militare di Gorizia. Marco viene quindi inviato con Antonio a farsi arrestare per affiancare il criminale, ora carcerato, e conquistare la sua fiducia per poi consegnarlo alla giustizia.
Masi costringe Tancredi a iniettargli ed iniettarsi delle sostanze quasi letali, così Marco lancia l'allarme alle guardie e poi sviene anche lui.
Nell'ambulanza c'è una dottoressa che spara senza pietà al medico di aiuto e continua il suo lavoro.
In seguito arrivano gli scagnozzi al servizio di Masi che crivellano a colpi di fucile d'assalto i soccorritori e sterminano i militari che dovevano tenere d'occhio il mercenario nel tragitto verso la clinica. Masi viene liberato e tutti fuggono, uccidendo anche la dottoressa loro complice.
Poi il terrorista si reca al rifugio dove si nasconde per evitare la cattura. Lì Tancredi, durante il pasto, chiacchiera con i terroristi.
Durante la notte una donna della banda scopre Marco e gli punta la pistola alla testa, ma l'uomo la ferma prima che possa premere il grilletto. Quindi la mercenaria mantiene il silenzio.
Successivamente, mentre Tancredi tenta di fuggire dai bagni, un sicario della banda di criminali intuisce la sua copertura e tenta di picchiarlo, ma l'agente segreto ha la meglio, lo uccide, spezzandogli il collo e lo rinchiude nell'armadio. Poco dopo, una delle guardie di Masi si reca a cercare il suo complice ma lo trova morto.
Intanto gli agenti dell'Antiterrorismo stanno correndo per giungere al covo, e Antonio Mosca, arrivato nel bagno, lotta con lo scagnozzo di Masi, uccidendolo. Arrivati al rifugio, gli agenti segreti, tra cui Carlisi e Giada, tentano di arrestare i mercenari, ma loro non si arrendono e si scatena uno scontro a fuoco, in cui muoiono alcuni delinquenti e catturano il resto.
Nel frattempo Masi ha scoperto l'inganno di Marco e i due iniziano a malmenarsi, ma il secondo ferisce il commerciante di armi a una gamba e lo lascia arrestare da altre spie.
- Ascolti Italia: telespettatori 4 692 000 – share 18,12%[4]

## Un'azione inattesa
- Diretto da:
- Scritto da:

### Trama
Marco è braccato dai Servizi Segreti e Fulgeri, Comandante dell'Intelligence militare, scopre che Brain è in contatto con lui.
Intanto Michela, mentre Massimo, Giada e Tancredi sono ricercati dalla loro squadra, riapre l'indagine sul dossier di Lidia: intende quindi aiutare Marco a ricostruire l'inchiesta aperta dalla moglie, e scopre che il fratello di Giada lavorava per la IAFA, l'organizzazione criminale apparentemente di stampo umanitario, responsabile della morte di Lidia Valenti. Ma appena prima che Michela possa rivelare alcuni dettagli a Marco, un killer le spara, lasciandola a terra priva di vita. Michela conosceva il suo carnefice, ma è stata assassinata appena prima di potere incontrarsi con Marco.
Intanto giungono i carabinieri e, mentre Marco lascia l'abitazione, lo inseguono per tutta la zona ma l'agente segreto riesce a fuggire in moto con la sua collega e aiutante Giada.
Intanto Filippo Lunardi, fratello di Giada stessa, riceve l'ordine di eliminare Tancredi e Carlisi. Perciò piazza un paio di bombe sotto l'auto nell'attesa di premere il pulsante del detonatore per farli esplodere ambedue e scappare con la sorella.
Giada però scopre in tempo il fratello, avvisa Marco e Massimo del pericolo, facendoli gettare dall'auto in corsa che va a sbattere e scoppia. Quando Giada vede il fratello che schiaccia il tasto istintivamente gli spara in fronte, uccidendolo.
Nel frattempo si scopre che il fisico nucleare Hans Weber lavora per la IAFA e ha cambiato cognome in "Gruber". Weber sa alcune cose sul complotto criminale che ha portato Lidia ad essere uccisa.
La moglie dell'uomo intanto, viene eliminata da tre scagnozzi di Katia, la misteriosa killer presente su tutte le scene del crimine, che è incaricata di uccidere Marco e i suoi commilitoni. Weber riesce ad uccidere i tre tirapiedi e fugge in auto sotto gli spari della malvivente Katia.
Weber aveva inoltre una proprietà in Tunisia, e lì viene raggiunto da Marco, da Carlisi e da Giada. Ma, mentre sta rivelando dei dettagli sulla IAFA e l'indagine di Lidia, lo scienziato viene colpito dagli uomini di Katia, e muore.
Si scatena una sparatoria, e Marco, dopo che i delinquenti sono stati sterminati, mentre sta effettuando un combattimento fisico con la criminale, rimane ferito per l'esplosione dell'edificio, nella quale la donna muore, avvenuta per mano di uno scagnozzo.
Ma Marco sopravvive per il rotto della cuffia e viene recuperato da Antonio Mosca e la sua squadra. Mosca ordina ai suoi subalterni di portarlo via.
- Ascolti Italia: telespettatori 4 828 000 – share 18,90%[5]

## La fine dei giochi
- Diretto da:
- Scritto da:

### Trama
Marco, ora catturato da Antonio Mosca e i suoi uomini, viene condotto in un covo dei servizi segreti, dove una sovrintendente lo interroga, non essendo propensa a credere a quel che l'uomo racconta.
Brain capisce di aver sbagliato a consegnare Marco ad Antonio e ai suoi soldati, dopo la morte di Michela per mano di un criminale.
Tancredi intanto, riesce a mettere KO i suoi carcerieri mentre viene trasferito col furgone, e si getta sull'auto in corsa di Giada e Carlisi, riuscendo quindi a scappare. Brain viene messo sotto controllo.
Quando il Comandante Fulgeri esce dagli edifici della sua squadra, Antonio lo segue.
Antonio e gli agenti ai suoi ordini mettono Tancredi in fuga, e Antonio lo insegue, non riuscendo comunque a eliminarlo, anche perché non convinto pienamente della sua colpevolezza nell'omicidio di Michela, la sua compagna.
Marco, Carlisi e Giada si introducono nel monastero ora in mano alla IAFA in Medio Oriente, dove un gruppo di scienziati sta tentando di costruire una bomba atomica.
Intanto Giovanni Sgrò fa torturare Tancredi dai propri scagnozzi, in quanto si rifiuta di collaborare con loro. Sgrò è un suo ex commilitone che tutti credevano morto nella missione in Medio Oriente, ma la verità è che il criminale si finse ucciso per non dire che si era venduto alla IAFA provocando il massacro del plotone; ora è diventato il braccio destro di Mariani, capo della cellula italiana dell'associazione a delinquere. Marco viene salvato proprio da Giada e Carlisi, i suoi aiutanti, e tutti scappano dall'ex monastero, che poco dopo esplode.
Dopo Marco contatta Fulgeri, che lo mette in vivavoce per dimostrare che non mentiva. Intanto, all'aeroporto, dopo diversi screzi, Marco e Antonio si rappacificano.
Poi Brain cerca di trovare i numeri telefonici che hanno contattato il telefonino del fratello di Giada, e scopre che in Vaticano vi è sia il cellulare, sia la bomba attivata da Sgrò.
Nel frattempo Marco cerca Sgrò, e con l'aiuto valido di Brain e di un'ingegnera civile conosciuta nel covo della IAFA, trova il cellulare, ma deve inseguire lo stesso Giovanni, che viene colpito e ucciso da Antonio. Ma purtroppo Giovanni, prima di morire, ha attivato l'ordigno e quindi mancano sette minuti a farlo esplodere.
Antonio e Tancredi, perciò, devono disinnescare la bomba e decidono di rischiare in primis per completare l'obiettivo. I due agenti segreti riescono perciò a salvare Roma e tante persone appena un secondo prima che la bomba potesse esplodere.
Nella giacca di Giovanni, il terrorista che lo braccava, Tancredi trova una carta di credito della moglie Lidia, e subito intuisce che Fulgeri, il Comandante dell'agenzia militare, è la "talpa", ossia colui che passava le informazioni segrete dei suoi uomini alla IAFA, proprio la stessa associazione criminale che ha inviato il sicario che ha sparato a Lidia.
Intanto, mentre Mariani, capo della IAFA in Italia, viene portato via dalle autorità, la sua assistente, ormai sua nemica, gli spara con una pistola silenziata, uccidendolo, e, approfittando della distrazione generale, ripone l'arma in borsa e scappa.
Fulgeri viene raggiunto da Marco, che lo accusa di essere solo un viscido assassino. Fulgeri, allora, si suicida, e successivamente tutta la faccenda viene secretata, ma la sovrintendente, la stessa che ha arrestato Marco, supplica quest'ultimo di pensare se rimanere nella squadra, in quanto Fulgeri era solo una pedina nelle mani dei terroristi, mentre in sede qualcuno ha violato il codice.
- Ascolti Italia: telespettatori 5 657 000 – share 22,35%[6]